# Severino Dianich
Severino Dianich (né à Rijeka le 2 octobre 1934) est un théologien italien.

## Biographie
Severino Dianich est né à Rijeka de parents d'origine d'Istrie. Enfant, il a fréquenté l'oratoire de la cathédrale de l'Assomption, où il a cultivé sa vocation précoce au sacerdoce. Après la Seconde Guerre mondiale, en novembre 1948, à la suite de l'invasion des Yougoslaves de Tito, il est contraint de se réfugier en Italie avec sa famille.
En 1949, il a pu commencer ses études secondaires au séminaire archiépiscopal de Pise, puis, de 1953 à 1960, obtenir à l' Université pontificale grégorienne de Rome le baccalauréat, puis la licence et le doctorat en théologie.
Il a consacré toutes ses recherches au thème de l'Église et, plus récemment, aux relations entre la théologie et l'art. En 1967, il a été parmi les fondateurs de l'ATI, l'Association théologique italienne, dont il a été le président de 1989 à 1995. Professeur d'ecclésiologie à la Faculté de théologie de Florence, il est également, depuis 2011, vicaire épiscopal pour la pastorale de la culture et des universités de la diocèse de Pise, ainsi que directeur spirituel du séminaire de l'archevêque.

## Publications
- (it) En collaboration avec Serena Noceti, Nuovo corso di teologia sistematica. Vol. 5: Trattato sulla Chiesa, Queriniana, 2002.
- (it) Ecclesiologia. Un'introduzione metodologica e una proposta, San Paolo, 1993.
- (it) Il messia sconfitto. L'enigma della morte di Gesù, Piemme, 1999.
- (it) Una chiesa per vivere, EDB, 2010.
- (it) Chiesa e laicità dello Stato. La questione teologica, San Paolo, 2011.
- (it) En collaboration avec Carmelo Torcivia, Forme del popolo di Dio tra comunità e fraternità, San Paolo, 2012.
- (it) La Chiesa e le sue chiese. Teologia e architettura, San Paolo, 2009, 268 p. (EAN 9788821561443).
- (it) Magistero in movimento. Il caso papa Francesco, EDB, 2016.
- (it) Spazi e immagini della fede, Assisi, Citadella Editrice, 2015, 450 p.[2].
- (it) Diritto e teologia. Ecclesiologia e canonistica per una riforma della Chiesa, EDB, 2015.
- (it) Chiesa estroversa. Una ricerca sulla svolta dell'ecclesiologia contemporanea, San Paolo, 2018
- (it) Gesù. Un racconto per chi non ne sa nulla... o ha dimenticato, San Paolo, 2019, 112 p..